# Zeyk Domokos
Zeykfalvi Zeyk Domokos (Marosvásárhely, 1816 – Fehéregyháza, 1849. július 31.) magyar honvédszázados, Bem József segédtisztje. Hősi halált halt a segesvári csatában.

## Élete
Az egyik legősibb erdélyi nemesi családba született. Születésének dátuma nem ismert, a marosvásárhelyi református egyház keresztelési anyakönyve szerint keresztelőjét 1816. június 19-én tartották. Apja, Zeyk Dániel a Marosvásárhelyen székelő Királyi Tábla ülnöke volt.
Tanulmányait Kolozsváron, Nagyenyeden és a Magyaróvári Gazdasági Felsőbb Magántanintézetben, illetve a Berlini Egyetem filozófia karán végezte. 1844-ben hazatért, megnősült – felesége báró Kemény Júlia lett – és Marosvásárhelyen gazdálkodóként telepedett le.  1848. október 16-án részt vett az agyagfalvi székely nemzeti gyűlésen, majd belépett a székely haderőbe, és a csíkgyergyói dandár segédtisztje lett. Miután Bem erdélyi hadserege felszabadította Marosvásárhelyt, a 15. (Mátyás) huszárezredben Mikes Kelemen ezredes parancsőrtisztjeként szolgált. Részt vett az Erdély felszabadításával végződő hadjáratban. 1849 februárjától Bem törzsébe került, április 14-től főhadnagyi, május 18-tól századosi rangban. Május 19-én Bem a Magyar Katonai Érdemrend III. osztályával tüntette ki.
A segesvári ütközetet megelőző estét Székelykeresztúron Petőfi Sándor társaságában töltötte. Gróf Haller József szerint ő volt az a lovas, aki a magyar sereg menekülésekor a költőt kengyelvasába emelve vitte. A visszavonulás során mindketten életüket vesztették. Zeyk Domokos halálának körülményeit Lengyel József a következőképpen írta le a Vasárnapi Ujság, 1871. január 27-ei számában:
„Zeyk Domokos eleste is, kit multkor Miklósnak tévedésből irtam volt, értesülésein szerint, másformán történt. Ha jól emlékszem, ezt Dézsi Sándor urtól hallottam, kinek azt b. Heydte beszélte el egy alkalommal. Elmondom, mert érdekes, és halála nagy nevéhez méltó. Elmondom, a hogy hallottam, különösen azért, mert szeretem hinni, hogy ha már megtörtént, az így és nem másképen esett.
Már a csata bevégzödött; a dsidások – és nem kozákok – az üldözésből már tértek vissza, mikor Lüders orosz tábornok fényes táborkar kíséretében kijött Fejéregyházán felül a kis-buni-ut és ország-ut szögellésénél levő dombra, honnan a völgy területe mind alá, mind felfelé belátható. Míg itt állottak, szemcsövét a tábornok a fejéregyházi tanorok közepe felé irányozza, hol egy huszár nagy sárga telivér lován száguld. A szállongó, s őt megtámadó dsidásokat egyenkint levágja, s néha 3-4 közöl is egykettő megsebzése, s a többiek megszalasztása által kivágja. Már átugratott a tanorok sánczán, a táborkartól alig volt 100 lépésre, mikor egy fiatal tiszt a táborkarból kiugrat, Zeyket megtámadja. Ez hatalmas pallosszerü kardjával első vágásra homlokán olyat vág, hogy koponyafedél és sisak messzeugrott. Mikor ezt Lüders látta, szemét táborkarán végig jártatta, mintegy kérdezve, ha látták-e e hatalmas vágást? azonnal parancsot adott, hogy e huszárt ne bántsák, hanem fogják el élve. Ezen parancsszóra egész dsida-erdő fogta körül Zeyket, de ő minden megadási felszólitásra vágással felelt. Ez támadóit felbőszité. Lovát és őt is már több dsida átfúrta. Végerejét megfeszité ekkor, pisztolyát elővonta s magát főbe lőtte. Állitólag Lüders Heydtehoz fordult, s ezt mondotta volna : „Schade, ein guter Soldat!" Itt megjegyzem ezuttal, hogy b. Heydte épen e hely környékére tette azon helyet, hol Petőfit elesve látta volna. Ezen hely megfelel annak, hol magam is elestét gyanítom.”
Zeyk Domokos és elesett társai emlékére Héjjasfalván emlékművet emeltek, amelyen a Zeyk Domokost ábrázoló reliefkép alatt a következő vers olvasható: 
Kozákok erre közre fogták,
Hogy élve ejtsék fogságba őt,
Ő küzd magát meg nem adva,
Aztán saját szívébe lőtt.
Nevét Budapesten és Mosonmagyaróváron utca, Székelykeresztúron iskolaközpont viseli.